# Ghiffa
Ghiffa là một đô thị ở tỉnh Verbano-Cusio-Ossola trong vùng Piedmont, có cự ly khoảng 120 km về phía đông bắc của Torino và khoảng 7 km về phía đông bắc của Verbania.
Ghiffa nổi tiếng với Sacro Monte, một địa điểm hành hương nằm gần đô thị này.
Ghiffa giáp các đô thị: Arizzano, Bee, Castelveccana, Laveno-Mombello, Oggebbio, Porto Valtravaglia, Premeno, Verbania.

## Sacro Monte di Ghiffa
Năm 2003, Núi thiêng Ghiffa đã được UNESCO đưa vào danh sách di sản thế giới.

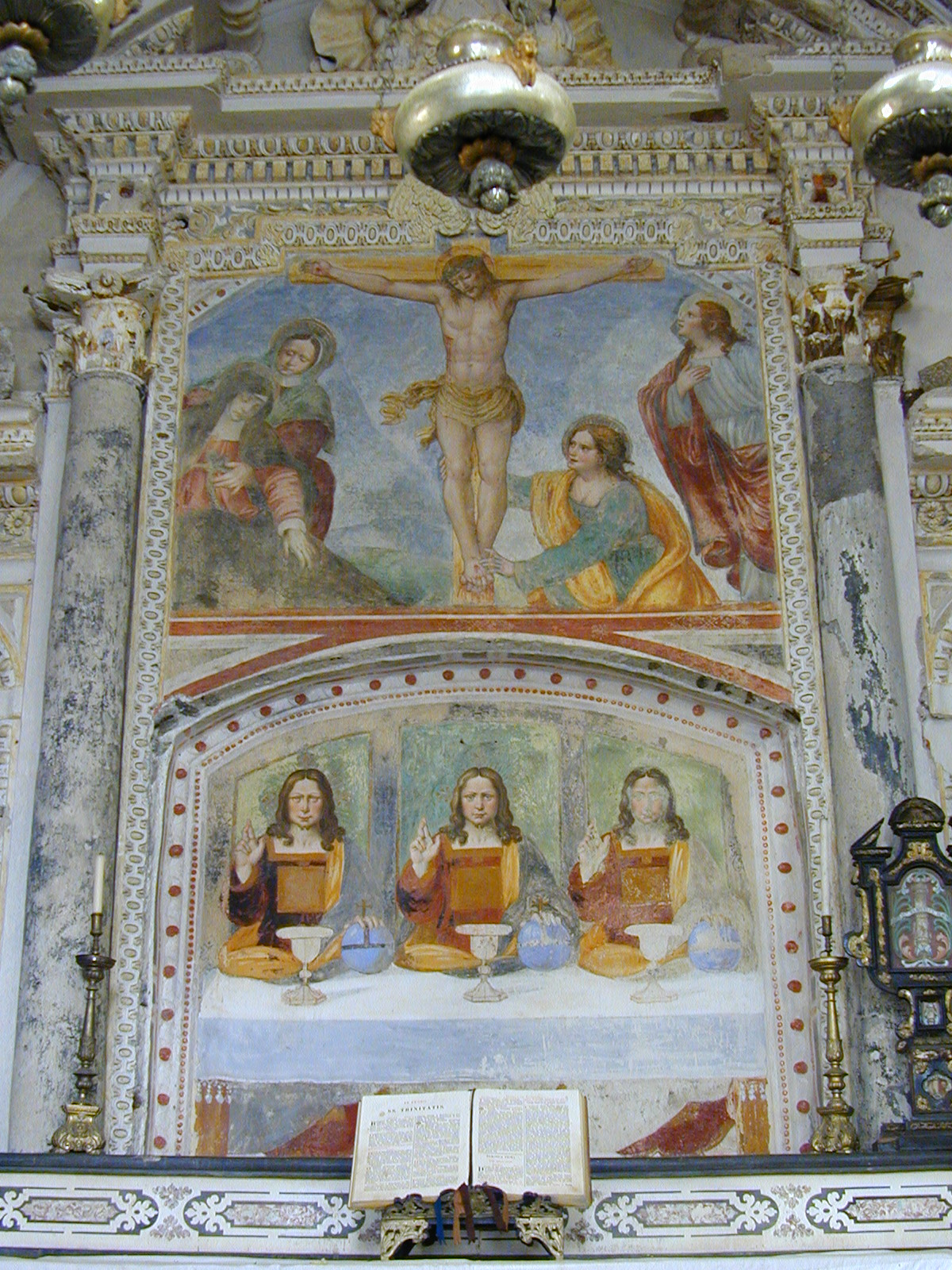
Sacro Monte di Ghiffa Crucifixion và Trinity, thế kỷ 16
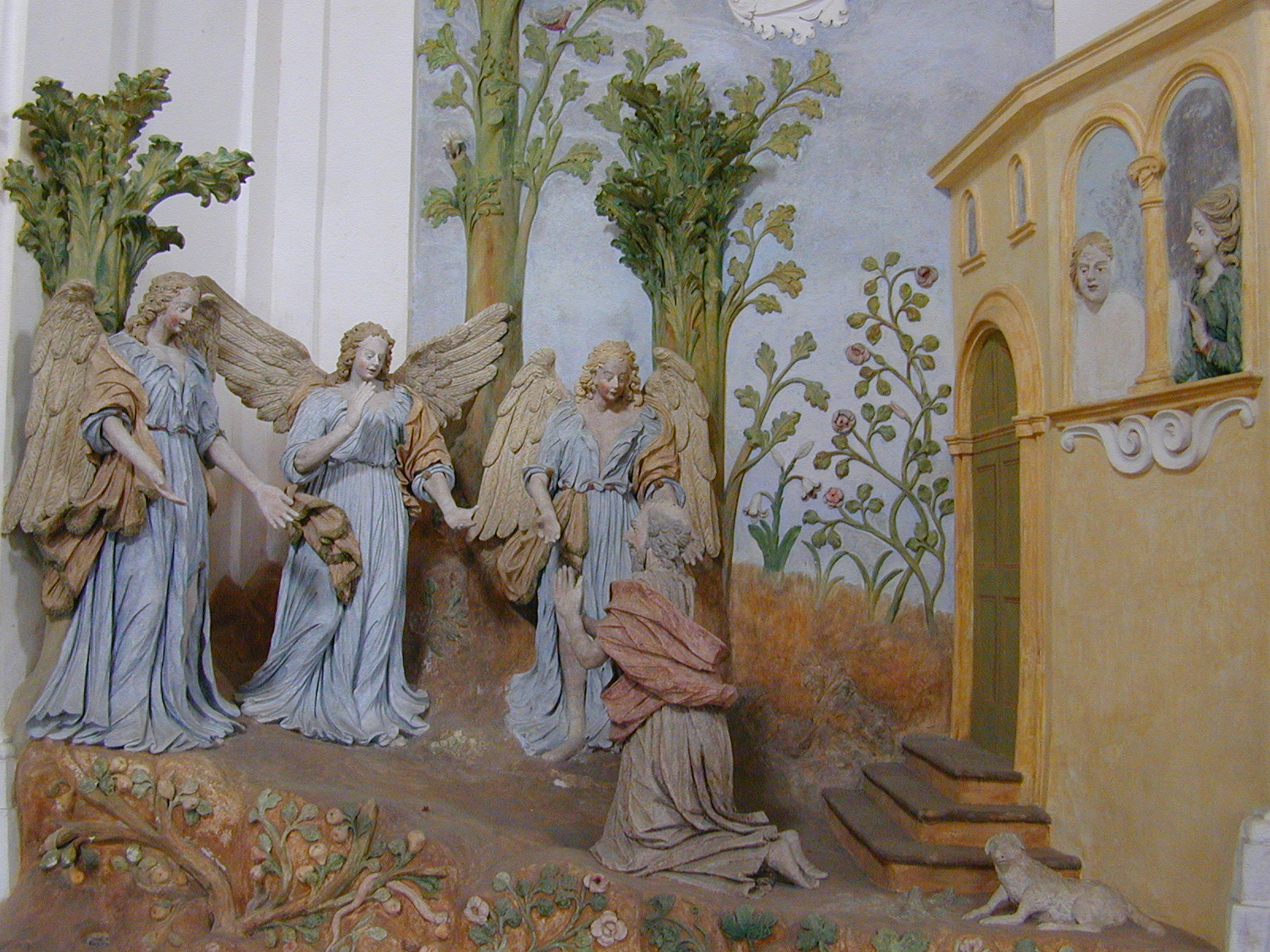
Sacro Monte di Ghiffa Tranh thế kỷ 18 của nghệ sĩ vô danh
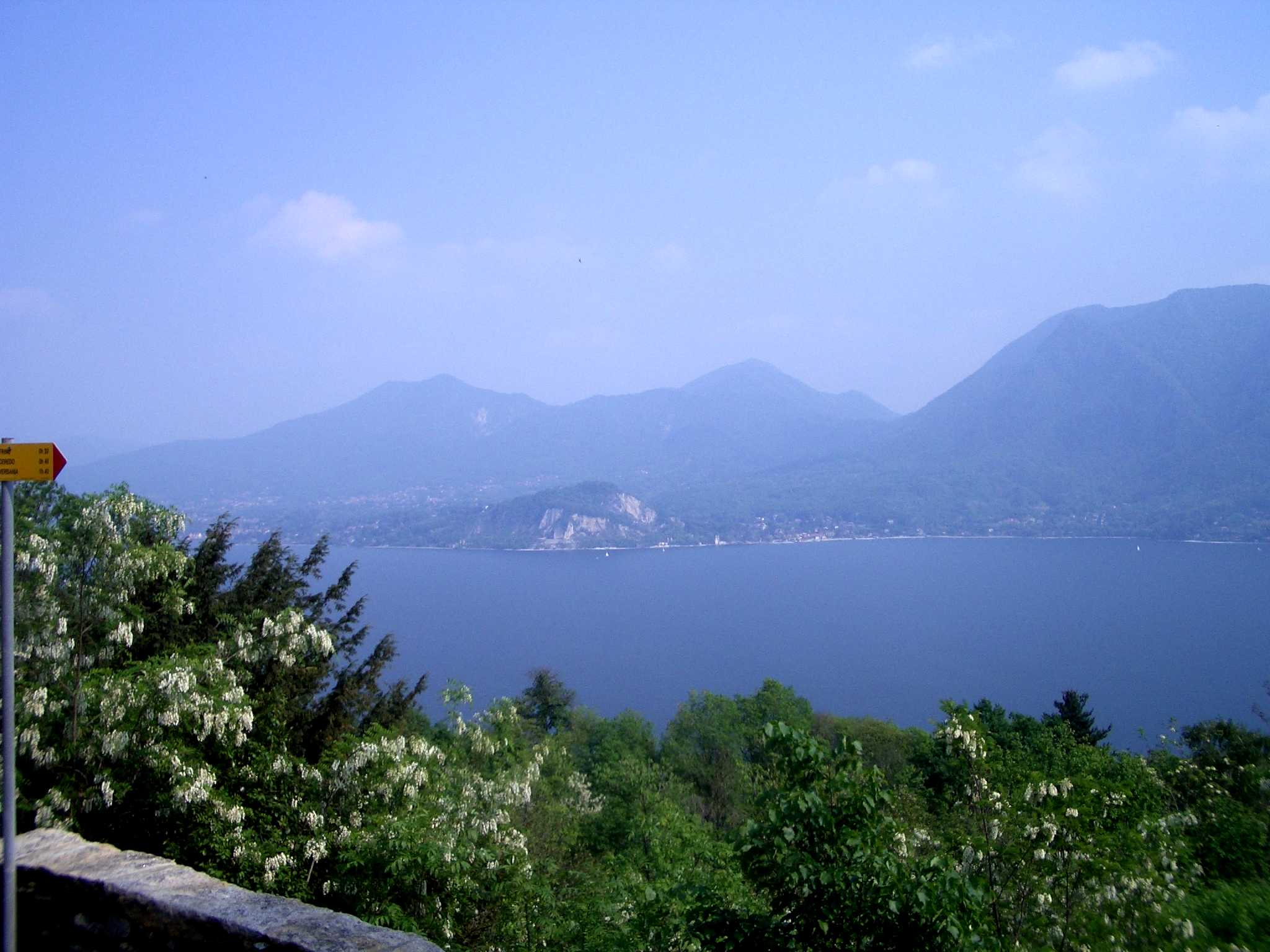
Sacro Monte di Ghiffa Cảnh quan từ Sacro Monte